# Христина Стоянова
Христина Атанасова Стоянова е българска писателка, преводачка и общественичка.

## Биография
Родена е в Търговище през 1886 г. Завършва средното си образование във Варна.
През 1909 г. живее в Пиза, където усъвършенства италианския език. Превежда от италиански автори за издателстко „Мозайка“. Авторка е на разкази, повести и стихове. Член е на Съюза на детските писатели и на Клуба на жените писателки (1946).
Христина Стоянова почива през 1967 г.
Личен архивен фонд № 544К „Стоянова, Христина Атанасова“ се съхранява в Централния държавен архив. Съдържа 144 архивни единици за периода 1909 – 1967 година.

## Съчинения[4]
- Песни за героите, София, 1924, 45 с.; второ поправено издание - София, 1926, 32 с.
- Песни на българката, София, 1931, 80 с.
- Златни зрънца. Стихотворения за деца, София, 1935, 55 с.
- Любов и съдба, София, 1935 (стихове), 88 с.
- Тинковото конче, София, 1938-1940, 16 с. - Детска книга, сер. І, № 24
- Деца-герои. Разкази, София, 1944, 72 с.